# (11434) Lohnert
(11434) Lohnert est un astéroïde de la ceinture principale découvert le 1er octobre 1931 par l'astronome allemand Karl Wilhelm Reinmuth.

## Historique
Le lieu de découverte, par l'astronome allemand Karl Wilhelm Reinmuth, est Heidelberg (024). Il est nommé d'après l'astronome allemand Karl Julius Lohnert.